# (1952) Hesburgh
(1952) Hesburgh ist ein Asteroid des Hauptgürtels, der am 3. Mai 1951 von Astronomen des Indiana Asteroid Programs am Goethe-Link-Observatorium (IAU-Code 760) in Brooklyn im US-Bundesstaat Indiana entdeckt wurde.
Der Asteroid ist nach dem US-amerikanischen Priester Theodore Hesburgh (1917–2015) und langjährigen Präsidenten der University of Notre Dame benannt.